# Ectropis distinctaria
Ectropis distinctaria là một loài bướm đêm trong họ Geometridae.